# Mark Kirchner
Pour les articles homonymes, voir Kirchner.
Mark Kirchner, né le 4 avril 1970 à Neuhaus am Rennweg, est un biathlète allemand. Il a remporté trois titres olympiques et sept titres mondiaux durant sa carrière.

## Biographie
Triple champion du monde junior dont une fois sur l'individuel en 1988 en tant que représentant de la RDA, Mark Kirchner commence sa carrière internationale sénior au sein d'une équipe est-allemande qui vit ses dernières heures durant la saison 1989-1990, alors l'Allemagne se trouve engagé dans le processus de la réunification. Il monte déjà sur ses premiers podiums en individuel et en relais à Walchsee, ce qui lui vaut d'être sélectionné pour les Championnats du monde de Minsk. Il gagne ses premiers titres sur les deux épreuves finalement disputées à Oslo en raison du manque de neige à Minsk : le sprint et la course par équipes, avec Raik Dittrich, Birk Anders et Frank Luck. Courant désormais pour l'Allemagne, il confirme ces résultats en 1991, remportant les titres mondiaux sur le sprint, l'individuel et le relais. Après une nouvelle victoire à Holmenkollen, il se hisse au deuxième rang de la Coupe du monde. Lors de la saison suivante, il se concentre sur les Jeux olympiques à Albertville, où il remporte la médaille d'or sur le sprint devant son compatriote Ricco Groß, ainsi que sur le relais et gagne aussi une médaille d'argent sur l'individuel. En 1992-1993, il connaît un nouvel hiver riche en résultats, puisqu'il ajoute trois victoires à son palmarès dont un troisième titre mondial de sprint à Borovets. En 1994, il échoue pour la première fois à monter sur un podium individuel en Coupe du monde, mais conserve le titre olympique du relais à Lillehammer, où il est le porte-drapeau de la délégation allemande. Jusqu'en 1997 et l'individuel de Nagano, il remporte seulement le titre mondial du relais en 1995, son septième et dernier titre. En 1998, il n'obtient pas de résultats suffisants pour pouvoir se qualifier pour les Jeux olympiques et s'essaie sur le ski de fond, sans obtenir de grand succès, participant seulement aux Championnats du monde 1999.
Après sa carrière de biathlète de haut niveau, il est devenu entraîneur de l'équipe d'Allemagne masculine.

## Palmarès

### Jeux olympiques
| Épreuve / Édition   | Individuel                         | Sprint                         | Relais                         |
| ------------------- | ---------------------------------- | ------------------------------ | ------------------------------ |
| JO 1992 Albertville | Médaille d'argent, Jeux olympiques | Médaille d'or, Jeux olympiques | Médaille d'or, Jeux olympiques |
| JO 1994 Lillehammer | 7e                                 | 12e                            | Médaille d'or, Jeux olympiques |

Légende :
- : première place, médaille d'or
- : deuxième place, médaille d'argent
- — : pas de participation à l'épreuve

### Championnats du monde
| Nat.      | Mondiaux \ Épreuve              | individuel           | Sprint               | Poursuite                        | Relais                    | Course par équipes       |
| RDA       | 1990 Minsk / Oslo / Kontiolahti | 13e                  | Médaille d'or, monde | Épreuve inexistante à cette date | Médaille de bronze, monde | Médaille d'or, monde     |
| Allemagne | 1991 Lahti                      | Médaille d'or, monde | Médaille d'or, monde | Épreuve inexistante à cette date | Médaille d'or, monde      | —                        |
| Allemagne | 1993 Borovets                   | 20e                  | Médaille d'or, monde | Épreuve inexistante à cette date | Médaille de bronze, monde | —                        |
| Allemagne | 1995 Antholz                    | 15e                  | 52e                  | Épreuve inexistante à cette date | Médaille d'or, monde      | —                        |
| Allemagne | 1996 Ruhpolding                 | —                    | 36e                  | Épreuve inexistante à cette date | —                         | —                        |
| Allemagne | 1997 Osrblie                    | 43e                  | 32e                  | 14e                              | -                         | Médaille d'argent, monde |

Légende :

 : première place, médaille d'or

 : deuxième place, médaille d'argent

 : troisième place, médaille de bronze

 : épreuve inexistante

— : pas de participation à cette épreuve

### Coupe du monde
- Deuxième du classement général en 1991 et 1993.
- 17 podiums individuels, dont 11 victoires.
- 10 victoires en relais et 2 par équipes[1].

#### Détail des victoires individuelles
| Saison \ Épreuve | Individuel                        | Sprint                           | Poursuite | Mass start | Total |
| 1989-1990        |                                   | Oslo (Ch. du monde)              |           |            | 1     |
| 1990-1991        | Oberhof Lahti (Ch. du monde) Oslo | Lahti (Ch. du monde)             | 4         |            |       |
| 1991-1992        | Oslo                              | Albertville (Jeux olympiques)    | 2         |            |       |
| 1992-1993        | Östersund                         | Pokljuka Borovets (Ch. du monde) | 3         |            |       |
| 1996-1997        | Nagano                            |                                  |           |            | 1     |
| Total            | 6                                 | 5                                | 0         | 0          | 11    |

#### Classements annuels
| Année | Classement général final |
| 1990  | 9e                       |
| 1991  | 2e                       |
| 1992  | 13e                      |
| 1993  | 2e                       |
| 1994  | 20e                      |
| 1995  | 14e                      |
| 1996  | 20e                      |
| 1997  | 9e                       |
| 1998  | 46e                      |